# Museu Oceanográfico de Rio Grande
Museu Oceanográfico Prof. Eliezer de Carvalho Rios é um museu brasileiro de ciências marinhas localizado no município de Rio Grande, no estado do Rio Grande do Sul. Pertence à Universidade Federal do Rio Grande (FURG) e faz parte do Complexo de Museus e Centros Associados da FURG. O museu está situado na margem esquerda do canal do estuário da Lagoa dos Patos e é aberto à visitação pública.

## História
O museu foi fundado pela Sociedade de Estudos Oceanográficos de Rio Grande (SEORG), uma instituição fundada em 20 de março de 1953 pelo oceanógrafo Eliezer de Carvalho Rios, juntamente com o professor Boaventura Nogueira Barcellos e o engenheiro iugoslavo Nicolas Vilhar. Inicialmente, a sociedade esteve sediada em um prédio cedido pela prefeitura do Rio Grande. Com o apoio da Fundação Cidade do Rio Grande, que assumiu o patrimônio da SEORG em 1969, o museu começou a ser construído em 1971 e inaugurado em 8 de setembro de 1973. Posteriormente, o Museu Oceanográfico foi doado à FURG em 1975.

## Visão geral
O museu mantém uma exposição pública sobre a vida e a dinâmica do ecossistema marinho e sua relação com o meio ambiente, apresentada em painéis, maquetes e diversos equipamentos utilizados em pesquisas oceanográficas. Nestes painéis são apresentadas várias conchas, que fazem parte da coleção de moluscos do museu. Esta coleção, considerada a mais importante da América do Sul, foi organizada pelo diretor fundador do Museu Oceanográfico, o professor Eliézer de Carvalho Rios. Atualmente, o acervo abriga mais de 51 mil lotes e aproximadamente 50% do acervo representa a malacofauna brasileira. Os espécimes são preservados inteiros secos, inteiros em líquidos e partes de espécimes secos (peles, esqueleto, conchas, ossos, crânios, ovos, penas).